# Long Beach
Long Beach è una città sulla costa del Pacifico degli Stati Uniti d'America, all'interno della Greater Los Angeles Area nella California meridionale. Nel 2020 la sua popolazione era di 466 742 abitanti. È la 39ª città più popolosa degli Stati Uniti e la settima più popolosa della California. Long Beach è la seconda città più grande dell'area metropolitana di Los Angeles e la terza più grande della Southern California dietro Los Angeles e San Diego. Long Beach è una charter city.
Il porto di Long Beach è il secondo terminal container più trafficato degli Stati Uniti ed è tra i più grandi porti di spedizione del mondo. La città mantiene anche un progressivo declino dell'industria petrolifera con pozzi minori situati sia direttamente sotto la città che in mare aperto. I settori manifatturieri includono quelli negli aeromobili, nelle parti automobilistiche, nelle apparecchiature elettroniche, nell'audiovisivo, nel petrolchimico, nei metalli di precisione e negli arredi per la casa.
Long Beach si trova nell'angolo sud-orientale della contea di Los Angeles e confina con la contea di Orange. Downtown Long Beach si trova a circa 35 km a sud di Downtown Los Angeles, sebbene le due città condividano un confine ufficiale per diverse miglia.

## Geografia fisica
Secondo l'Ufficio del censimento degli Stati Uniti, ha un'area totale di 133,20 km² (51,43 mi²).

## Società

### Evoluzione demografica
Secondo il censimento del 2010, la popolazione era di 462 257 abitanti.

### Etnie e minoranze straniere
Secondo il censimento del 2010, la composizione etnica della città era formata dal 46,09% di bianchi, il 13,54% di afroamericani, lo 0,75% di nativi americani, il 12,87% di asiatici, l'1,14% di oceaniani, il 20,32% di altre razze, e il 5,29% di due o più etnie. Ispanici o latinos di qualunque etnia, erano il 40,76% della popolazione.

## Amministrazione

### Gemellaggi
- Calcutta

## Sport

### Automobilismo
Il circuito di Long Beach è stato inaugurato nel 1976 e ha ospitato fino al 1983 tutte le edizioni del Gran Premio degli Stati Uniti d'America-Ovest di Formula 1. In seguito ha ospitato annualmente gare della Formula Cart, Champ Car, IndyCar e Formula E.

### Vela
Nelle acque davanti alla città si svolsero le regate di vela dei Giochi della XXIII Olimpiade,